# Lotus parviflorus
Lotus parviflorus — вид квіткових рослин родини бобові (Fabaceae).

## Опис
Однорічна, запушена рослина. Стебла 5–40 см, сланка або прямостояча, розгалужена. Листові фрагменти 5–15 × 2–7 мм, обернено-яйцюваті або ланцетні. Суцвіття з 2–6 квітів на стеблах 10–40 мм. Віночок 5–7 мм, жовтий. Плоди 3–4.5(6) × 1.3–2 мм з 6–7 насіння. Насіння 0.5–0.9 мм. Цвіте з квітня по червень.

## Захист
Він не захищений законодавством України

## Поширення, екологія
Країни поширення: Північна Африка: Алжир; [пн.] Марокко; Туніс. Європа: Колишня Югославія; Греція [вкл. Крит]; Італія [пд. і Сардинія, Сицилія]; Франція [вкл. Корсика]; Португалія [вкл. Мадейра]; Іспанія [пд. і Балеарські острови]. Росте на трав'янистій місцевості на піщаному вологому ґрунті, 0–850 м.